# Зракасти боричар
Зракасти боричар је јестива гљива . Која зависи од бора.

## Клобук
Клобук је од 7-14 центиметара, врло слузав, сух блистав и лепљив, јастучасто удубљен и изврнут негоре у облику тањира, са зракасто ураслим тамним длачицама у кожици, врло финим, које је сноповима дају осећај мраморираности. Кожица дебела, већином мало стрши од ивице. Иако врло лепљива, није глатка, него ситно наборана. По бојама врло варијабилан, углавном млад жућкаст, па жутосмеђ, маслинастосмеђ и гасито сивосмеђ. Одрасли су већином боје махагонија или чоколаде, налик на S. luteus, често имају и кармин дашак, а уз ивицу и у јамицама и розе делове. На покривеној површини мохом су смеђецрвени, готово бакарноружичастоокер, док су на отвореном често сасвим жутомаслинасте, па са тамнијим урасалим нитима подсећају на Tricholomu sejunctum. Један примерак може бити на темену боје печене глине, уоколо загаситоокер, други сивомаслинаст, уз ивицу готово сасвим црвен.

## Цјевчице
Силазне, доста ниско, често са упадљивим усеком нкон којег се даље спуштају, до 1 центиметар дуге, жуте па и жутомаслинасте. Дуго остају такве, на крају су маслинастосмеђе.

## Поре
Уз стручак xerocomoidne, издубљене, дуже од 1,5 милиметара и више од 0,75 центиметара широке, врло младе нијансе горчице, затим зеленкастожуте. И у стварноси једва посмеђене на тој основи. Тамо где цевчице престају силазити, настављају поре мрежасто спојене до 1 центиметар ниже. Готово су попут листића зракасто поређане.

## Боја
Светлосмеђериђа, боје срнеће длаке.

## Грануле
По стручку у облику црних или тамносмеђих врло ситних и ретких тачкица, али понекад и гушће, па и црткасто издужене. У самом врху су жуте, односно светлосмеђе.

## Стручак
Од 5,5-8,5/1,6-3,2 центиметра при врху, надоле постепено ужи као нашиљен колац. Понекад у горњем делу изразитије уздужно ребраст, и та су ребра тамнија, тако да се ствара врло издзбљена и проређена мрежица. При врху златножут, понекад и пламено, надоле све тамније жут са примесом смеђих тонова, у доњој половици и ружичастокарминсмеђ, а при дну, све до 2 центиметра висине, ружичаст. Доста тврд, често вијугав. Базални мицелиј розе.

## Месо
У горњој кори стручка и изнад цевчица жуто, у језгри бело, у дну стручка, као и споља, розе. Лежањем интензивно пожут у лимун или маслинастожуту нијансу, а цевчице га мрљају циноберрозом. Мирис на S. granulatus, укус мало купи уста.

## Хемијске реакције
KOH у месу тренутно лила са розе оквиром, па плаволила и сиволила, док розе уоколо остаје. На кожици загаситокарминсмеђе, на цевчицама такође, у доњој половини стручка смеђе.

## Микроскопија
Споре 7-10/3,5-4,5 ми. Cystide ретке.

## Станиште
Чини се да не зависи толико од климе него о својем партнеру, бору. Досад се сматрало да је пратилац једног обичног бора, Pinus silvestrip, и то у алпском подручију, па и тамо је редак. Међутим, код нас је то честа гљива, посебно у јужнојадранском приобалном подручију, и ту понекад масовна уз црни бор и мињику (Pinus nigra и heldreichii), али не представља реткост ни уз алепски бор (P. halepensis). Што даље на север, те се више налази у близини мора и по острвима. Посебно богати локалитети су: Лества код Требиња (црни бор), Орјен и Проклетије (крај муњаке), Корчула (крај алепског и далматинског бора), па и крај приморсаког (пинастера). На Орјену сам 22. септембар 1981. нашао пет примерака у итој буковој састојини, што се напросто противи свим законитостима.

## Доба
Ако је љето кишно, што се у своје време све више догађа, већ од VII, иначе IX-XII мјесец.

## Јестивост
Врло добар за онога ко воли мало опораста јело. Спрема се као овчара.

## Сличне врсте
Клобук му, као и стручак у неким нијансама може подесћати на обалски боричар, Suillus littoralis, у неким на лимунац, S. alboflocculosus. Сличности са другим боричарима је још већа кад и они имају рози мицелиј. Од свих боричара најлакше га је излучити по цјевчицама са зеленом или маслинастом нијансо, као и по зракоасто поређаним и неправилним, лавиринтним, незатвореним порама.